# Нісікава Дзюн
Дзюн Нісікава (яп. 西川潤, нар. 21 лютого 2002, Кавасакі) — японський футболіст, захисник клубу «Сересо Осака».

## Клубна кар'єра
Народився 21 лютого 2002 року в місті Кавасакі. Вихованець футбольної школи клубу «Сересо Осака». Дорослу футбольну кар'єру розпочав 2019 року в основній команді того ж клубу, кольори якої захищає й донині.

## Виступи за збірну
У складі юнацької збірної Японії взяв участь у юнацькому (U-16) кубку Азії в Індії у 2018 році, ставши переможцем турніру.
2019 року у складі молодіжної збірної Японії до 20 років поїхав на молодіжний чемпіонат світу 2019 року у Польщі.

## Титули і досягнення
- Переможець Юнацького (U-16) кубка Азії: 2018